# Notobuxus
Notobuxus es un género de  plantas  perteneciente a la familia Buxaceae.

## Taxonomía
El género fue descrito por Daniel Oliver y publicado en Hooker's Icones Plantarum 14: 78. 1882. La especie tipo es: Notobuxus natalensis Oliv. 

## Especies
- Notobuxus benguellensis
- Notobuxus nyasica (Hutch.) E.Phillips